# Verfahrenstechnik
Die Verfahrenstechnik ist eine selbstständige Ingenieurwissenschaft, die sich mit allen Vorgängen befasst, bei denen Stoffe (Gase, Flüssigkeiten oder Feststoffe) hinsichtlich Zusammensetzung, Art oder Eigenschaften verändert werden. 
Sie nutzt dabei physikalische, chemische oder biologische Verfahren. Innerhalb der Produktionstechnik befasst sich die Verfahrenstechnik mit der Herstellung von Stoffen (Rohmaterial) sowie der Umwandlung von Stoffen mit nicht genau definierter Form, während die Fertigungstechnik diese Ausgangsprodukte zu Körpern mit geometrisch bestimmter Form weiterverarbeitet.
Beispiele sind Mahlen oder Sieben von Getreide, die Gewinnung von Metallen aus Erzen, die Produktion von Papier oder die Auftrennung der einzelnen Bestandteile des rohen Erdöls. Das Rohmaterial eines Verarbeitungsprozesses kann dabei selbst das Produkt einer vorhergegangenen Verarbeitung sein, und das Produkt kann weiterverarbeitet werden. Diese Vernetzung wird als Produktionsverbund bezeichnet. Auch die Wiedergewinnung, das Recycling von Wertstoffen aus Abfällen, fällt in den Aufgabenbereich der Verfahrenstechnik. Die zunehmende Energiegewinnung auf Basis nachwachsender Rohstoffe (Bioenergie) erfordert den Einsatz verfahrenstechnischer Methoden.
Die Verfahrenstechnik ist eine interdisziplinär ausgerichtete Wissenschaft. Zu verwandten Bereichen zählen Metallurgie, Chemieingenieurwesen und Chemie, Apparatebau (Teil des Maschinenbaus), Biotechnik und Umwelttechnik.

## Ingenieurwissenschaft und Berufsbild
Laut Definition der Gesellschaft für Verfahrenstechnik und Chemieingenieurwesen (GVC) beschäftigt sich die Verfahrenstechnik mit der technischen und wirtschaftlichen Durchführung aller Prozesse, in denen Stoffe nach Art, Eigenschaft und Zusammensetzung verändert werden. Es handelt sich also um die Ingenieurwissenschaft der Stoffumwandlung.
In der Praxis arbeitet der Verfahrensingenieur oft eng mit den naturwissenschaftlichen Disziplinen, z. B. mit Chemikern als Entwickler, zusammen und setzt deren Erkenntnisse in realisierbare technische Konzepte und Prozesse um. Besonders die Vergrößerung des Produktionsmaßstabes und der Energiehaushalt eines Verfahrens sind oft entscheidende Fragen.
Doch auch die Realisierung der verfahrenstechnisch entwickelten und geplanten Anlage, selbst als Anlagenbau bezeichnet, wird von der Verfahrenstechnik abgedeckt. Hierbei sind die Auswahl und Auslegung der zum Bau einzusetzenden Apparate, Bauteile und Materialien die Hauptaufgabe des Verfahrenstechnikers. Hinzu kommt in immer umfassenderem Maße auch die mess- und regelungstechnische Planung des zu betreibenden Prozesses. Hierbei fließen oft die Erkenntnisse aus der verfahrenstechnischen Theorie- und Versuchsarbeit in computergestützte Simulationen ein. Diese dienen dann als Ausgangsbasis oder sogar als Führungsmodell für die Prozessregelung. Aufgrund des sehr interdisziplinär ausgelegten Studiums finden Absolventen in der Berufspraxis ein sehr breites Einsatzspektrum. Von der Arbeit als Forscher im Labor, als Entwickler und Programmierer von Simulationen oder Leitsystemen, über die Tätigkeit als Berechnungs- und Projektingenieur, bis hin zum Bauleiter oder Betriebsführer von Produktionsanlagen sind Verfahrens- und Chemieingenieure in der gesamten Chemie-, Energie-, Lebensmittel- und Pharmaindustrie, wie auch in den entsprechenden Anlagenbauunternehmen und Forschungseinrichtungen anzutreffen.

## Ausbildung
Verfahrenstechnische Studiengänge werden in Deutschland und Österreich an Technischen Universitäten und anderen Hochschulen angeboten. Hierbei unterscheiden sich die jeweiligen Studiengänge zwischen den Hochschulen im Detail durchaus. Je nach Tradition bzw. der thematischen Ausrichtung der jeweiligen Institution kann sich die Ausbildung eher an der Technik oder an der Chemie (s. Chemieingenieurwesen) orientieren. Während an einigen Hochschulen die Verfahrenstechnik beispielsweise als Studienschwerpunkt direkt aus dem Studium des Maschinenbaus "abzweigt", ist das Fach an anderen Einrichtungen wiederum ein eigenständiges Grund- oder Bachelor-Studium für einen späteren Schwerpunkt wie die Bioverfahrenstechnik oder das Haupt- oder Masterstudium der Chemietechnik. Dazu existieren in eigenständigen Wissenschaftsgebieten auch eigene verfahrenstechnische Studien- oder Vertiefungsfächer. Dies ist beispielsweise die Agrartechnik oder die Technik der Nutztierhaltung innerhalb der Agrarwissenschaft. Auch Spezialisierungen im Bereich der verfahrenstechnischen Energietechnik (Energieanlagenbau, Erneuerbare Energien) werden zurzeit vermehrt angeboten. Hier fließen oft Maschinenbau und Elektrotechnik in das Fach mit ein. Der technischen Entwicklung folgend, führt dies mitunter zur Etablierung neuer Studienfächer, wie der Umwelttechnik, der Biotechnologie oder der Lebensmitteltechnologie.
Hinzu kommt, dass der deutsche und englische Sprachgebrauch bei den Begriffen des Verfahrens- und Chemieingenieurwesens unterschiedlich ist. Als Process Engineering wird im Englischen zwar die verfahrenstechnische Tätigkeit eines Ingenieurs bezeichnet. Das der deutschen Definition für Verfahrenstechnik entsprechende Studienfach ist im englischsprachigen Ausland aber meistens das Chemical Engineering (ebenso z. B. auch im Spanischen: Ingenieria química). In Deutschland wiederum wird in der Hochschulausbildung zwischen Verfahrens- und Chemietechnik klar unterschieden.
Der Studienabschluss in verfahrenstechnischen Studiengängen war in der Bundesrepublik Deutschland meistens der akademische Grad eines Diplom-Ingenieurs. Im Rahmen des Bologna-Prozesses erfolgte auch hier die Umstellung bzw. Einführung der aufeinander aufbauenden neuen akademischen Abschlussgrade Bachelor und Master. In Deutschland schließt man lediglich an der Technischen Universität Dresden sowie der Technischen Universität Freiberg noch mit dem Diplom-Ingenieur ab. In Österreich wird Absolventen eines Masterstudiums an der Montanuniversität Leoben, der Technischen Universität Graz und der Technischen Universität Wien der akademische Grad Diplom-Ingenieur (Abk.: Dipl.-Ing. oder DI), der international dem Master of Science (Abk.: M.Sc. oder MSc) entspricht, verliehen.

## Arbeitsmittel und Gliederung der Verfahrenstechnik
Die Verfahrenstechnik hat sich von ihren Anfängen im Rohrleitungs- und Kesselbau hin zu einer interdisziplinären Wissenschaft entwickelt. Heute werden für die Auslegung der Prozesse neben
- den Natur- und Materialwissenschaften für die Beschreibung des Prozesses und seiner stofflichen Auswirkungen, auch
- die Wirtschafts-, Sozial-, Politik- und Rechtswissenschaften für die Akzeptanz, die Rahmenbedingungen und den Betrieb des Prozesses

benötigt. Weiterhin wird für die Umsetzung des Prozesses im Anlagenbau auf alle anderen Ingenieurwissenschaften zurückgegriffen.
Verfahrenstechnische Anlagen produzieren zwischen wenigen Gramm und mehreren Millionen Tonnen pro Jahr. Produziert werden einfache chemische Substanzen bis hin zu komplizierten Bauteilen. Um die Fülle an Prozessen beschreiben zu können, werden sie in physikalisch nicht mehr sinnvoll trennbare Grundoperationen (englisch unit operations) mit nur einem physikalischen Vorgang, wie Mischen oder Verdampfen, zerteilt. Verfahrensschritte, die eine räumlich untrennbare Kombination mehrerer Grundoperationen sind, werden meist auch als Grundoperationen bezeichnet. Klassen von verfahrenstechnischen Grundoperationen sind zum Beispiel:
- Änderung der Stoffeigenschaften: Zerkleinern, Kühlen, Trocknung
- Änderung der Stoffzusammensetzung: Filtration, Destillation
- Änderung der Stoffart: Oxidation, Hydrierung, Polymerisation

Diese Grundoperationen werden aneinandergereiht und ergeben den Gesamtprozess. Ein derart gestalteter Prozess ist berechenbar und durchführbar, aber nicht energie- und platzoptimiert. Der Kostendruck in der Industrie und die besseren Simulations- und Analysemöglichkeiten sowie das bessere physikalische Verständnis führen dazu, dass heute immer mehr Grundoperationen in einem Prozessschritt kombiniert werden. Jedoch ist für das Verständnis des Gesamtzusammenhangs eine Betrachtung des Prozesses in getrennten physikalischen Grundschritten sinnvoll.
Die Verfahrenstechnik gliedert sich daher immer noch entlang der physikalischen Vorgänge der Grundoperationen in:
- mechanische Verfahrenstechnik,
- chemische Verfahrenstechnik,
- thermische Verfahrenstechnik und
- den sonstigen Verfahren, die meist als physikalische Verfahren der chemischen Verfahrenstechnik zugeschlagen werden.

Dazu kommt die nicht überschaubare Anzahl von komplexen, nicht voneinander trennbaren Verfahren wie:
- biologische Verfahrenstechnik,
- Grenzflächenverfahrenstechnik und
- Membranverfahrenstechnik.

Ebenso den benötigten Hilfs-, Umsetzungs- und Spezialdisziplinen, wie:
- Mess- und Regeltechnik,
- Anlagenbau und
- kerntechnische Verfahrenstechnik.

Eine andere, ältere Gliederung geht von den Stoffgruppen aus: Lebensmittelverfahrenstechnik, Kunststoffverfahrenstechnik usw.
In der Pharmazie wird die Verfahrenstechnik als Galenik, in der Apotheke als Rezeptur bezeichnet. Industriell wird sie als Aufbereitungstechnik bzw. spezifischer als pharmazeutische Technologie oder Arzneiformenlehre bezeichnet.

## Abgrenzung zu anderen Wissenschaften
Grundsätzlich gilt: jede Prozessentwicklung, bei der ein Stoffstrom betroffen ist, beinhaltet Verfahrenstechnik. Sie ist daher ein meist nicht genannter Bestandteil jeder Wissenschaft. Die Verfahrenstechnik betont das Verfahren an sich und versucht es mit den gegebenen Randbedingungen zu optimieren. In anderen Disziplinen wird meist von einem gegebenen Prozess ausgegangen, da der Schwerpunkt auf anderen Aspekten liegt.
Die Verfahrenstechnik beschäftigt sich mit dem gleichen Gegenstand wie die anderen Naturwissenschaften und benutzt ihre Werkzeuge. Im Gegensatz zu anderen Naturwissenschaften versucht die Verfahrenstechnik jedoch nicht einen neuen Zusammenhang offenzulegen, sondern einen erkannten Zusammenhang technisch nutzbar zu machen. Bei der Auslegung neuer Prozesse entstehende Fragen führen meist zu einer engen Kooperation mit anderen Naturwissenschaften.
Verfahrenstechniker benutzen die Werkzeuge der Ingenieurwissenschaften. Sie legen den Raum und die Bedingungen fest, unter denen ein Prozess abläuft.
Das Chemieingenieurwesen ist eine Disziplin der Verfahrenstechnik, welche einen Schwerpunkt auf die Chemie legt. Die Umwelttechnik legt den Schwerpunkt hingegen auf rechtliche, toxikologische, und logistische Aspekte der Ver- und Entsorgung.

## Teildisziplinen

### Mechanische Verfahrenstechnik

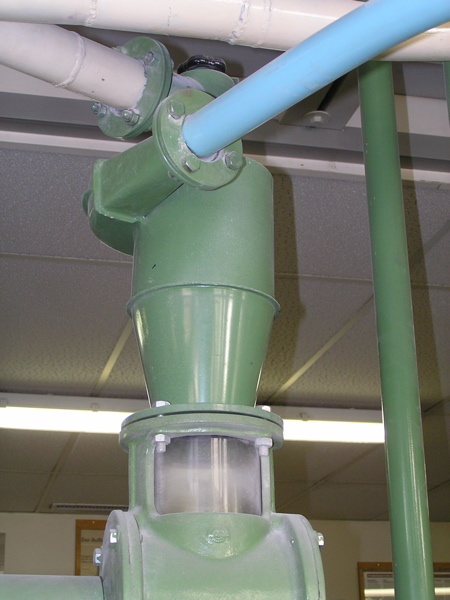
Kleiner Fliehkraftabscheider in einer Mühle

Die mechanische Verfahrenstechnik versteht sich als Anwender der Mechanik bzw. der Strömungsmechanik. Sie beschäftigt sich daher mit Stoffwandlungsprozessen, die auf mechanischer Einwirkung beruhen. Die vier Prozesshauptgruppen sind Zerkleinern und Agglomerieren sowie Mischen und Trennen (Filter, Siebe).
Historisch liegen ihre Wurzeln im Rohrleitungsbau und in der Feststoffverfahrenstechnik. Traditionell werden daher meist auch Lagern, Fördern und Dosieren von Feststoffen, Schüttgütern und flüssigen Gütern (z. B. Förderung durch Pumpen) der mechanischen Verfahrenstechnik zugeschlagen.

### Thermische Verfahrenstechnik

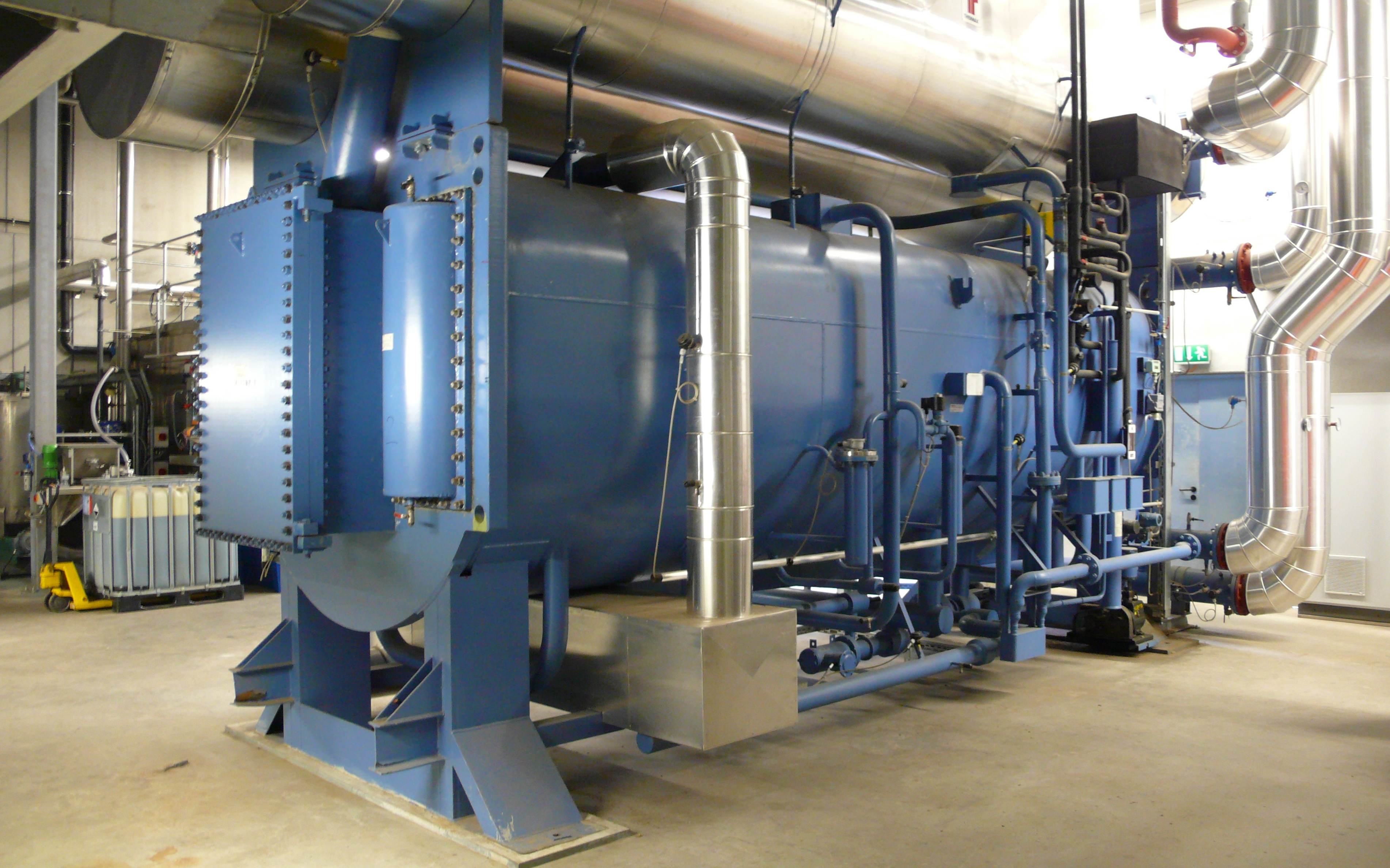
14.000-kW-Absorption-Wärmepumpe zur Nutzung industrieller Abwärme in einem österreichischen Fernheizwerk

Die thermische Verfahrenstechnik beschäftigt sich insbesondere mit thermischen Trenn- und Reinigungsprozessen wie Destillation sowie mit den Prozessen Rektifikation und Extraktion. Auch Prozesse, die mittels Membrantechnik ablaufen, zählen zur thermischen Verfahrenstechnik.

### Chemische Verfahrenstechnik

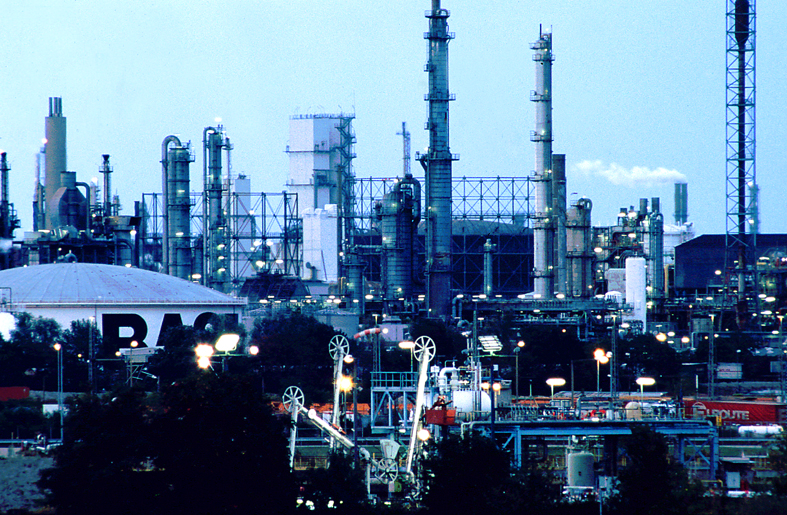
Blick auf das BASF-Werk von Norden

Die Chemische Verfahrenstechnik (Chemische Reaktionstechnik) beschäftigt sich mit Stoffwandlungen durch chemische Reaktionen und bildet das stärkste Bindeglied der Verfahrenstechnik zur Chemie. Insbesondere wird der Übergang vom Labormaßstab der Chemie zum technischen Maßstab untersucht. Das beinhaltet beispielsweise die Errichtung von Pilotanlagen und die Untersuchung von Kinetiken. Der Chemieingenieur leistet somit maßgebliche Arbeit bei der Umsetzung von Laborergebnissen in den Produktionsprozess. Diese Maßstabsübertragung bezeichnet man heute meist als "Scale-up".

### Elektrochemische Verfahrenstechnik
Die Elektrochemische Verfahrenstechnik beschäftigt sich mit den technischen Anwendungen der elektrochemischen Phänomene (z. B. Synthese von Chemikalien, elektrolytischen Raffination von Metallen, Batterien und Brennstoffzellen, Sensoren, Oberflächenmodifizierung durch galvanische Abscheidung und Ätzung, Trennungen, und Korrosion).

### Bioverfahrenstechnik

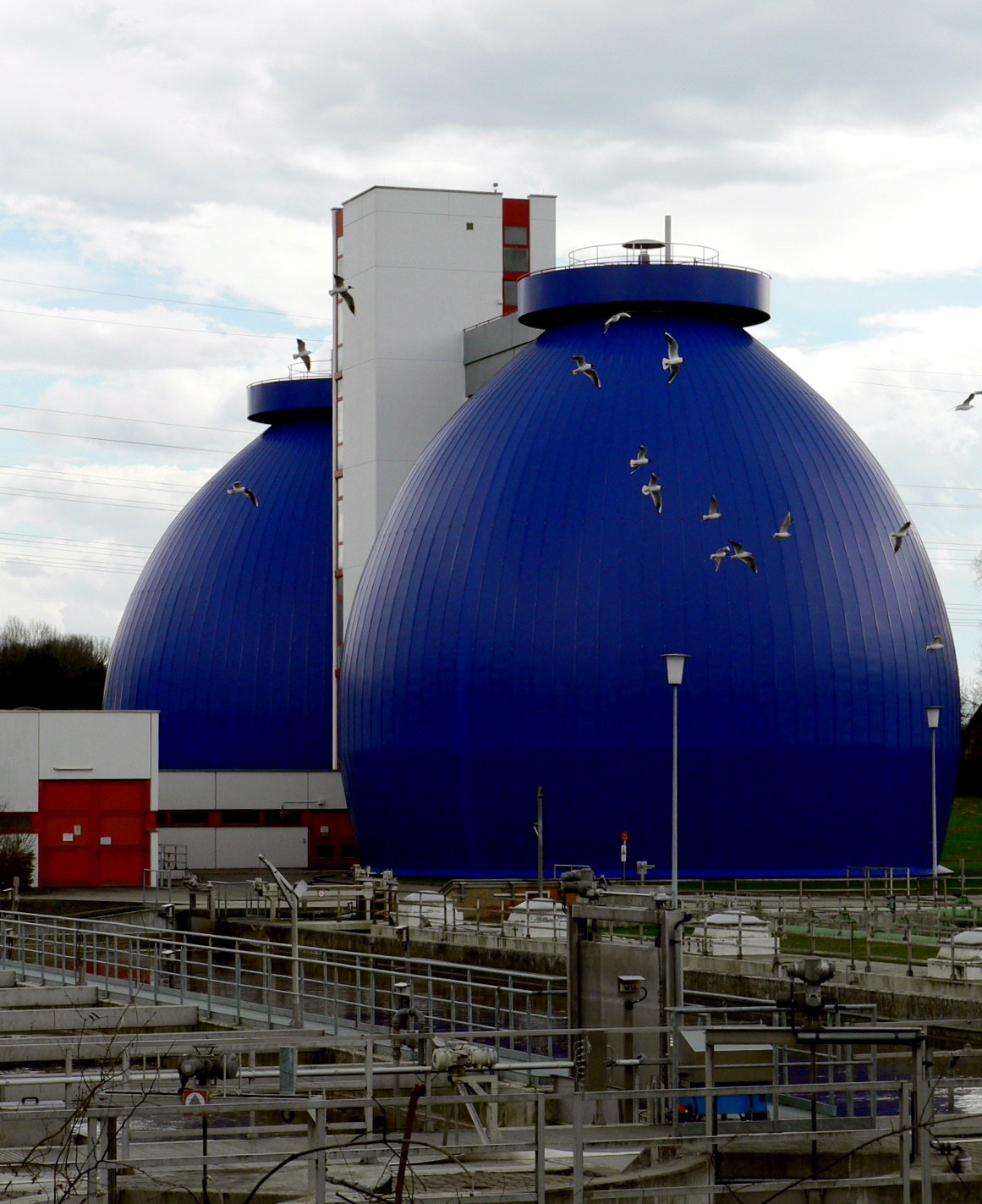
Faulturm eines Klärwerks

Die Bioverfahrenstechnik (auch Bioprozesstechnik oder Bioengineering) ist der Bereich der Biotechnologie, der sich mit der verfahrenstechnischen Umsetzung beschäftigt, bzw. der Teil der Verfahrenstechnik, der sich mit biotechnologischen Prozessen beschäftigt.
Die Biotechnologie macht Stoffumwandlungen durch biologische Prozesse in technischen Anwendungen nutzbar. Diese Prozesse können durch die in Zellen (meist Bakterien, Hefen, Pilzen) enthaltenen Enzyme (früher: Ferment) bzw. durch isolierte Enzyme durchgeführt werden. In beiden Fällen spricht man von Biokatalyse, Biosynthese oder Fermentation. Von Kultivierung spricht man dagegen nur, wenn Zellen eingesetzt werden, die sich während des Prozesses vermehren bzw. Stoffwechsel betreiben. Teilbereiche der Biotechnologie sind z. B. die Mikrobiologie, Chemie und Biochemie. Gentechnische Methoden können eingesetzt werden, kommen aber nicht zwangsläufig bei allen biotechnologischen Anwendungen zum Einsatz. Ein wichtiger Bereich der Biotechnologie ist die Verfahrenstechnik, die Prozesse in Forschungs- oder Produktionsmaßstab umsetzt. Dazu gehört die generelle Planung und Umsetzung eines Verfahrens, die Entwicklung der Prozesskontrolle und der Aufbereitungsmethoden für die Produkte, die Steuerung von Produktionsprozessen und ihre laufende Optimierung.

#### Vor- und Nachteile
Biotechnologische Verfahren können verschiedene Vor- und Nachteile gegenüber den chemischen Verfahren haben:
- Bei chemischen Verfahren sind teilweise extreme Bedingungen (z. B. hohe Drücke und/oder Temperaturen) und giftige Chemikalien notwendig. Biologische Prozesse laufen unter weniger extremen Bedingungen ab und können verschiedene chemische Verfahren wegen ökonomischer und ökologischer Vorteile ersetzen.
- Manche Verbindungen sind nicht mit chemischen Methoden synthetisierbar, können jedoch biotechnologisch hergestellt werden.
- Vor allem bei pharmazeutischen Anwendungen kann es notwendig sein, nur eine Variante von chiralen Verbindungen einzusetzen. Bei biotechnologischer Produktion ist nur eine Variante vorhanden, bei chemischer Herstellung dagegen meistens beide.
- Da biologische Prozesse nicht bei beliebig hohen Temperaturen ablaufen können, ist damit auch die Reaktionsgeschwindigkeit limitiert. Reaktoren brauchen hier daher oft größere Volumina als bei nicht-biologischen Verfahren.

#### Einsatzbereiche
Biotechnologische Anwendungen unterscheiden sich stark und werden daher in verschiedene Bereiche eingeteilt. Neben der Bioverfahrenstechnik zur Herstellung von bestimmten Verbindungen können diese einzelnen Bereiche auch andere Felder umfassen:
- Die Weiße Biotechnologie (industrielle Biotechnologie) kann chemische Verfahren, bei denen Nicht-Enzym-Katalysatoren verwendet werden, ersetzen und ergänzen. Es werden z. B. Fein- und Grundchemikalien, Enzyme und anderes erzeugt.
- Die Rote Biotechnologie (medizinische Biotechnologie) hat verschiedene Aufgaben, darunter auch die bioverfahrenstechnische Herstellung von Wirkstoffen, Diagnostika und Impfstoffen.
- Die Grüne Biotechnologie beschäftigt sich vor allem mit der Optimierung von Nutzpflanzen. Die Bioverfahrenstechnik spielt hier eine untergeordnete Rolle
- Die Graue Biotechnologie (Umweltbiotechnologie) nutzt Enzyme und Mikroorganismen für die Aufbereitung von Trinkwasser, Abwasser, Abluft, Abfälle, Abgasen und anderes.
- Die Blaue Biotechnologie (marine Biotechnologie) nutzt marine Mikroorganismen.
- Die Gelbe Biotechnologie (meist als Lebensmittel-Biotechnologie definiert) findet Anwendung in der Lebensmittelindustrie, z. B. zur Herstellung von Bier mittels Hefen, Joghurt und Sauerkraut mittels Milchsäurebakterien etc.

Während die Begriffe Weiße, Rote und Grüne Biotechnologie etabliert sind, sind die anderen farblichen Zuordnungen bisher weniger verbreitet.

#### Verfahrenstypen

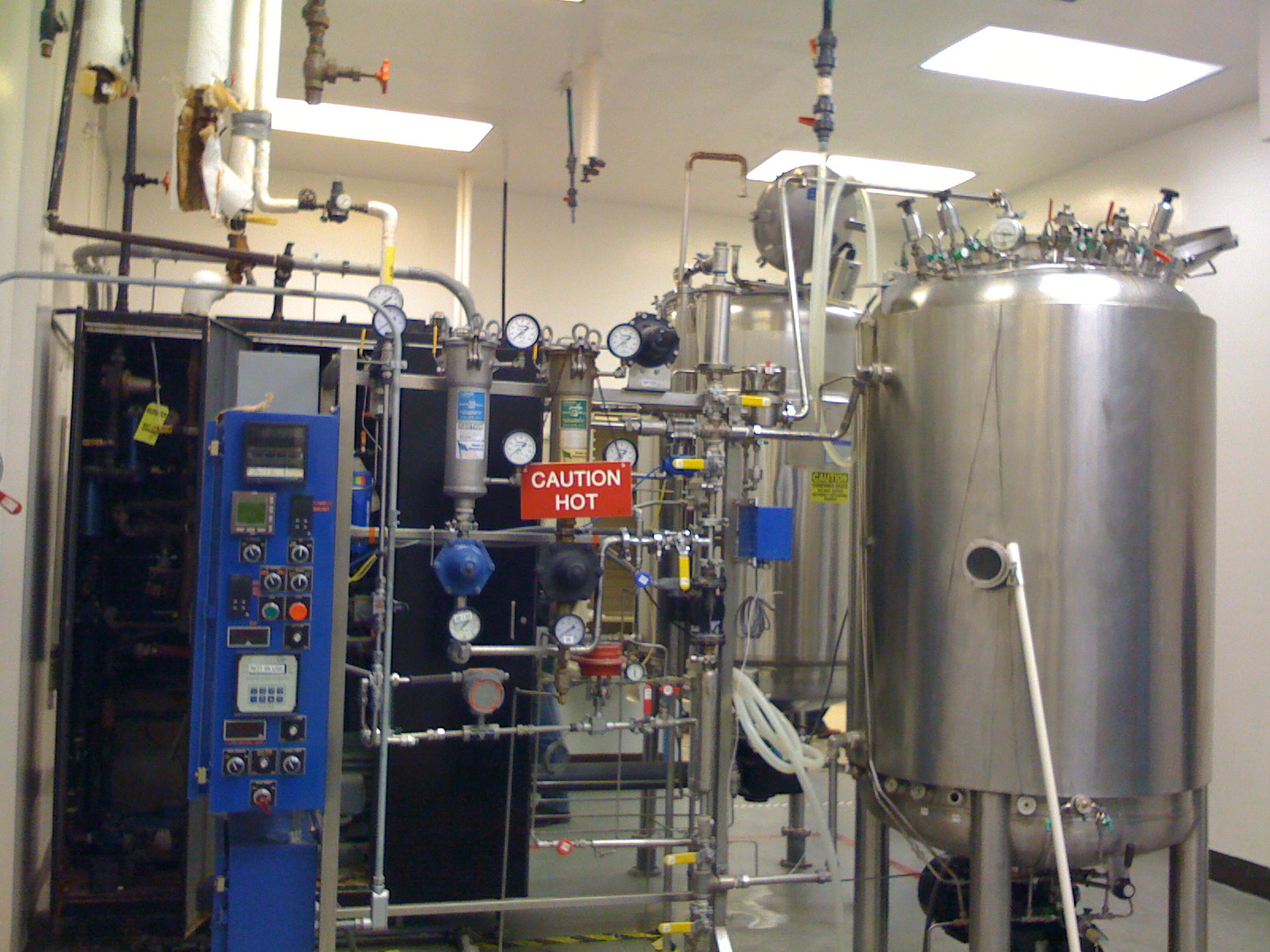
Bioreaktoren und Technik zur Prozesssteuerung

Die zahlreichen Anwendungsmöglichkeiten haben verschiedene Verfahren hervorgebracht, die sich stark unterscheiden können. Häufig kommen Bioreaktoren (Fermenter) zum Einsatz. Meist enthalten die Fermenter Rührwerke für die Homogenisierung, Einrichtungen zur Temperatureinstellung und weitere Technik zur Kontrolle und Steuerung wichtiger Parameter.
- Vor allem in der Weißen und Roten Biotechnologie kommen sterilisierbare Fermenter zum Einsatz, in denen die Parameter (Temperatur, Sauerstoffgehalt, pH-Wert etc.) exakt steuerbar sind.[8]
- Bei der Grauen Biotechnologie kommen verschiedene Bioreaktoren zum Einsatz, wie z. B. Faultürme bei Klärwerken, Fermenter bei der Biogaserzeugung und Biofilter bei der Abluftreinigung.
- In der Lebensmitteltechnik (Gelbe Biotechnologie) werden z. B. bei der Bierherstellung Gärtanks als Bioreaktoren eingesetzt.
- Weitere Bioreaktoren sind z. B. Algenreaktoren, Photobioreaktoren, Wasserstoffbioreaktoren etc.

Die Produkte werden nach unterschiedlichen Prinzipien erzeugt:
- Enzyme können für die Umsetzung eines Stoffes sorgen.
- Oft werden Mikroorganismen kultiviert, deren Stoffwechselprodukte das Produkt darstellen (z. B. Ethanol, Butanol, Citrat).
- Speicherstoffe der kultivierten Art, wie z. B. der mikrobielle Kohlenhydratspeicher Polyhydroxybuttersäure können das Produkt sein.
- Durch gentechnische Veränderung kann in der zu kultivierenden Art eine Überexpression induziert werden oder ein neuer Stoffwechselweg in die Art transferiert werden, so dass das gewünschte Produkt mit hoher Ausbeute produziert wird.

Im Anschluss an die Produktion (Fermentation) ist in der Regel eine Aufbereitung (Downstream Processing) notwendig. Diese kann, je nach Verfahren, sehr aufwendig sein und Schritte wie Zellaufschluss, Filtration, Chromatographien und anderes umfassen. Auch dieser Bereich wird der Bioverfahrenstechnik zugeordnet.

### Systemverfahrenstechnik
Die Systemverfahrenstechnik als Teil der ingenieurwissenschaftlichen Systemtheorie hat die Aufgabe, das dynamische Verhalten verfahrenstechnischer Systeme zu modellieren, die Systemstruktur zu optimieren und die zur Beherrschung der stoffumwandelnden Prozesse erforderlichen Teilsysteme zu gestalten.

### Nanotechnik

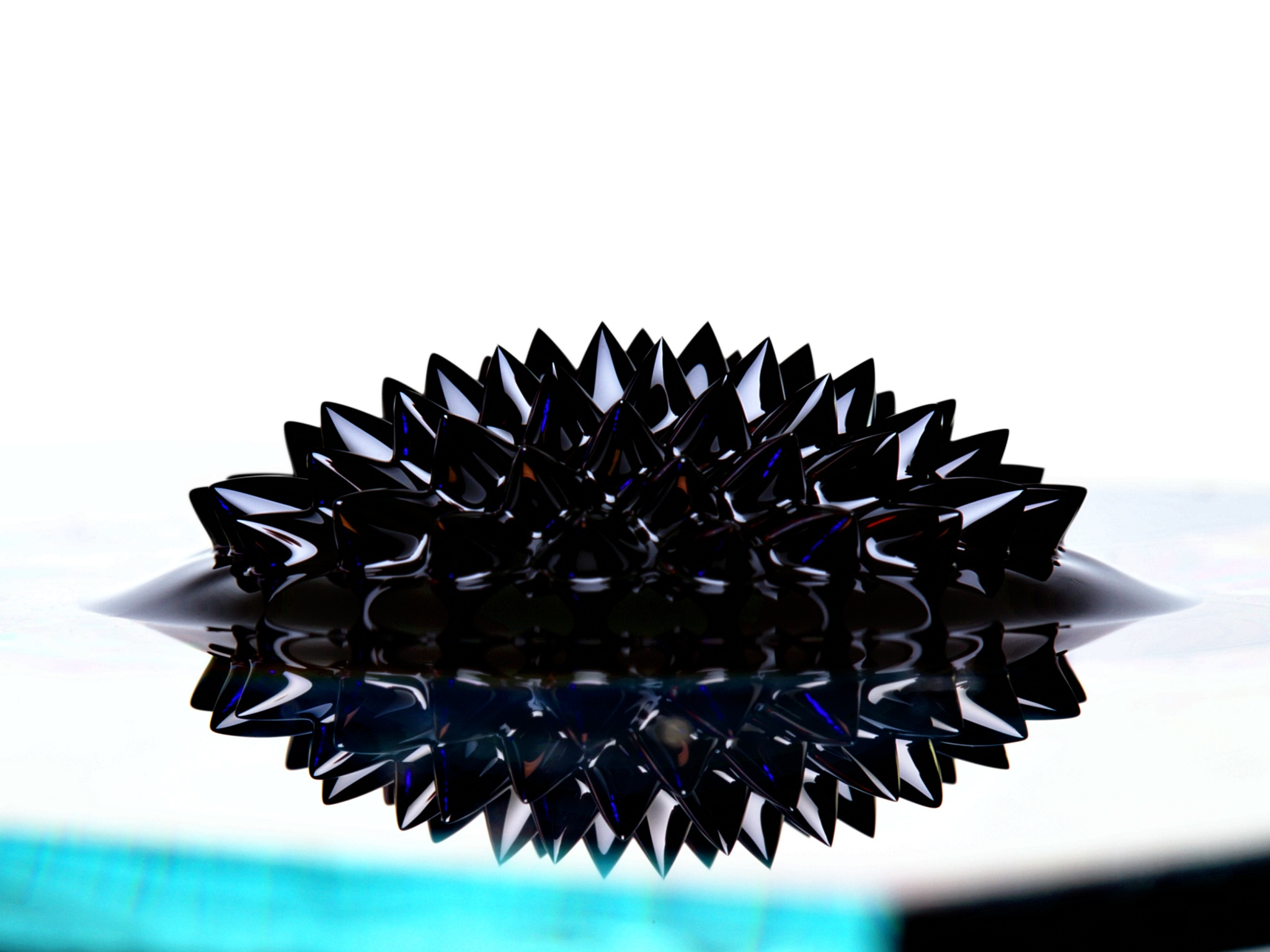
Bild der Oberfläche eines Ferrofluids im magnetischen Feld

Die Nanotechnik oder Nanotechnologie ist ein noch junges Gebiet, welches sehr interdisziplinär Gebiete aus der Physik, der Chemie, der Biologie und der Verfahrenstechnik vereint. Es beschäftigt sich mit Stoffen und Systemen, die in ihrer Größe unter Umständen nur aus wenigen Molekülen bestehen. Für die Verfahrenstechnik ist die Nanopartikeltechnik von besonderer Bedeutung. Aufgrund der kleinen geometrischen Ausdehnung von Nanopartikeln besitzen sie spezielle optische und elektronische Eigenschaften, welche besondere Messverfahren erforderlich machen, jedoch auch zu neuen Anwendungen führen können. Ein Beispiel für diese Partikel sind Kohlenstoffnanoröhren, die sich ganz anders verhalten als z. B. Graphit-Partikel.